# Cangkuang (Leles)
Cangkuang is een bestuurslaag in het regentschap Garut van de provincie West-Java, Indonesië. Cangkuang telt 8915 inwoners (volkstelling 2010).